# Локгарт (Алабама)
Локгарт (англ. Lockhart) — місто (англ. town) в США, в окрузі Ковінгтон штату Алабама. Населення — 445 осіб (2020).

## Географія
Локгарт розташований за координатами 31°0′47″ пн. ш. 86°21′1″ зх. д. / 31.01306° пн. ш. 86.35028° зх. д. (31.013011, -86.350273).  За даними Бюро перепису населення США в 2010 році місто мало площу 2,92 км², з яких 2,82 км² — суходіл та 0,10 км² — водойми.

## Демографія
Згідно з переписом 2010 року, у місті мешкало 516 осіб у 205 домогосподарствах у складі 136 родин. Густота населення становила 177 осіб/км².  Було 255 помешкань (87/км²).
Расовий склад населення:
| - 72,7 % — білих - 25,2 % — чорних або афроамериканців - 0,2 % — корінних американців |

До двох чи більше рас належало 1,2 %. Частка іспаномовних становила 1,4 % від усіх жителів.
За віковим діапазоном населення розподілялося таким чином: 25,2 % — особи молодші 18 років, 60,1 % — особи у віці 18—64 років, 14,7 % — особи у віці 65 років та старші. Медіана віку мешканця становила 39,0 року. На 100 осіб жіночої статі у місті припадало 103,1 чоловіків;  на 100 жінок у віці від 18 років та старших — 97,9 чоловіків також старших 18 років.
Середній дохід на одне домашнє господарство  становив 46 497 доларів США (медіана — 36 250), а середній дохід на одну сім'ю — 58 902 долари (медіана — 43 646). За межею бідності перебувало 14,9 % осіб, у тому числі 13,4 % дітей у віці до 18 років та 13,6 % осіб у віці 65 років та старших.
Цивільне працевлаштоване населення становило 174 особи. Основні галузі зайнятості: роздрібна торгівля — 20,1 %, виробництво — 14,9 %, освіта, охорона здоров'я та соціальна допомога — 9,8 %, науковці, спеціалісти, менеджери — 9,2 %.